# Рачейсков, Никита Севастьянович
Никита Севастьянович Рачейсков — иконописец Строгановской школы, старообрядец филипповского согласия.
Наиболее известен как прототип иконника Севастьяна в повести Лескова «Запечатленный ангел». 

## Биография
Родился в Самарской губернии. Несколько десятилетий жил и работал в Петербурге. Был в дружеских отношениях с Лесковым. Ему посвящён рассказ «О художном муже Никите и о совоспитанных ему». У Лескова хранилась икона «Спас во звездах» работы Никиты Рачейскова.